# Dendropsophus xapuriensis
Dendropsophus xapuriensis är en groddjursart som först beskrevs av Milton F.N. Martins och Adão J. Cardoso 1987. Dendropsophus xapuriensis ingår i släktet Dendropsophus och familjen lövgrodor. IUCN kategoriserar arten globalt som livskraftig. Inga underarter finns listade i Catalogue of Life.